# Pelecopselaphus purpureomarginatus
Pelecopselaphus purpureomarginatus es una especie de escarabajo barrenador metálico del género Pelecopselaphus, de la superfamilia Buprestoidea, orden Coleoptera. Fue descrita por Lotte en 1937.
Se distribuye por la ecozona del Neotrópico.